# (21076) Kokoschka
(21076) Kokoschka est un astéroïde de la ceinture principale.

## Description
(21076) Kokoschka est un astéroïde de la ceinture principale. Il fut découvert le 12 septembre 1991 à Tautenburg par Freimut Börngen et Lutz Dieter Schmadel. Il présente une orbite caractérisée par un demi-grand axe de 2,42 UA, une excentricité de 0,22 et une inclinaison de 1,5° par rapport à l'écliptique.

## Compléments